# جائزة بولينا القابضة الأدبية
جائزة بولينا القابضة الأدبية هي جائزة أدبية تونسية تقدمها مجموعة بولينا.

## القائمة
| السنة | الدورة  | موضوع الدورة                            | الفائز | المصدر |
| ----- | ------- | --------------------------------------- | --- | ------ |
| 2005  | الأولى  |                                         | |        |
| 2006  | الثانية |                                         | |        |
| 2007  | الثالثة |                                         | |        |
| 2008  | الرابعة |                                         | |        |
| 2009  | الخامسة | القيروان، عاصمة الثقافة الإسلامية       | فوزي محفوظ عن كتابه «Kairouan, la gloire de l’Islam» (القيروان، مجد الإسلام)                                                                                        | [ 1 ]  |
| 2010  | الخامسة | التراث الثقافي التونسي                  | دار النشر نيرفانا لإصدارها كتابين هما: - «أبو القاسم الشابي: لحن الكائنات» لعمر الجمني (ردمك 9789973855176) - «Le Chant des Nymphes» لنايدي فرشيو (ردمك 9973855167) | [ 2 ]  |
| 2011  | السادسة | الثورة التونسية                         | دار نشر ALIF عن كتاب «DEGAGE» (إرحل) (ردمك 2915118981) | [ 3 ]  |
| 2012  | السابعة | شهادات على تاريخ تونس المعاصر 1956-2011 | دار محمد علي للنشر لإصدارها كتابين هما: - «تونس 1956-1987» - «خدعة الاستبداد الناعم في تونس: 23 سنة من حكم بن علي» (ردمك 9789973333742)                             | [ 4 ]  |

## مقالات ذات صلة
- مجموعة بولينا